# New Weird America
New Weird America (z ang. „nowa dziwna Ameryka”) – gatunek muzyczny powstały z nurtu folku psychodelicznego pod koniec XX wieku.
Nazwa jest parafrazą „Old Weird America”, terminu stworzonego przez krytyka muzycznego Greila Marcusa, opisującego muzykę zbliżoną do gatunków country, bluesa i folku. New Weird America jest uznawana za odnowę tego nurtu.
U artystów można zauważyć wpływy heavy metalu, jazzu, muzyki elektronicznej, muzyki etnicznej, konkretnej i amerykańskiej muzyki folkowej (np. Joan Baez, Bob Dylan), widać też powiązanie z gatunkiem piosenki autorskiej i poezji śpiewanej.
Do najbardziej znanych aktywnych artystów nurtu należą Devendra Banhart, Joanna Newsom, zespoły CocoRosie, Vetiver, Animal Collective, a także, wracająca po trzydziestu latach nieaktywności, Vashti Bunyan.